# Squier '51
La Squier'51 è una chitarra elettrica prodotta da Squier, una sottomarca della Fender. La '51 è nota come una delle poche chitarre con design originale prodotte da Squier, che produce normalmente copie economiche autorizzate delle chitarre popolari della Fender e bassi.

## Caratteristiche principali
La '51 combina diversi aspetti delle chitarre più conosciute della Fender. Il pickup del body e del  manico assomigliano a quelli della Fender Stratocaster, mentre il battipenna a un solo strato e la placca di controllo è preso in prestito dal Fender Precision Bass. Per concludere, il design del manico e dell'headstock è rievocativo della Fender Telecaster.
La '51 usa un pickup Humbucker vicino al ponte e un pickup Single coil di alnico vicino al manico. Il ponte della '51 è leggermente più stretto della maggior parte delle Fender prodotte in america per meglio allineare i polepieces dell'Humbucker, che sono progettati per lo spazio stretto delle corde stile chitarre Gibson. Il pickup vicino al manico ha un Coil Tap, collocato nel controllo del volume per cambiare tra la configurazione Single coil oppure quella dell'Humbucker . Il secondo controllo, che funzionerebbe normalmente come controllo di tono su una Telecaster o su un recente Precision Bass, è un selettore di pickup a tre posizioni per cambiare solo pickup vicino al manico, la combinazione Humbucker e Single coil oppure solo l'Humbucker.Inoltre è possibile splittare l'Humbucker al ponte per renderlo un single coil tirando la manopola del volume verso l'alto.
La chitarra caratterizza un body di tiglio, con un manico e una tastiera di Acero. La '51 è offerta in tre colori: sunburst a due toni, nero e biondo Vintage (un giallo crema). Il battipenna è bianco sui modelli sunburst e neri. Anche se tutte le immagini promozionali di Squier descrivono il modello vintage bianco  con un battipenna nero, sono state prodotte con entrambi i battipenna in bianco e nero.

## Fine Produzione
Nel 2007, dopo che la Squier '51 non è stata elencata nel catalogo 2007, la Fender ha confermato la fine di produzione per la Squier '51.